# Armando Zeferino Soares
Armando Zeferino Soares (Praia Branca, São Nicolau-sziget, 1920 – 2007. április 3.) zöld-foki-szigeteki zeneszerző, a híres Sodade című dal szerzője.
São Nicolau szigetén, Praia Brancán született, és ott dolgozott eladóként.
A Sodade szerzősége miatt elhúzódó vitája volt más zeneszerzőkkel, köztük Amândio Cabrallal és Luís Morais-szal. Végül 2006 decemberében a bíróság Armando Soarest nyilvánította a híres dal szerzőjének. Mint azt az A Semana című újságnak elmondta, a dalt az 1950-es években írta egy baráti társaság búcsúztatójára, akik São Toméba (São Tomé és Príncipe Demokratikus Köztársaság) indultak.